# 동일론
물리주의는 마음은 곧 두뇌의 상태라는 입장이다. 즉, 마음에서 일어나는 사건은 곧 두뇌에서 일어나는 사건과 동일하다는 것이다. 이러한 전제의 주요한 점으로는 물리적인 신체는 정신과 동등하며 동일함으로 정신이 인격체 그 자체인 것처럼 정신적 이슈에 상관없이 물리적인 신체도 역시 인격적으로 다루어져야한다는 주장이다.
이러한 동일론(Identity Theory)의 맥락은 현대에 보다 본격적으로 이슈화된 윤리적인 동물에대한 처우, 생명체가 살고있는 지구환경의 소중함등을 다루는데 있어서 중요한 입장을 제공한다.

## 양면론
심리 철학(Philosophy of mind)에서 이중 관점 이론(Double-aspect theory 양면론)은 정신과 육체가 동일한 실체의 두 가지 측면 또는 관점이라는 견해이다.  일원론중 양면 일원론(dual-aspect monism)이라고도 한다. 중립일원론(neutral monism)에 대한 이론과의 관계는 명확하지 않지만 한 가지 차이점은 중립 일원론에 주어진 중립 요소의 컨텍스트(context)가  정신적, 육체적 두 가지 측면 또는 이중 관점 이론을 서로 변별할 수 있다고 말한다. 한편 역시 이중관점이론은 정신과 육체는 분리할 수 없고 서로 돌이킬 수없는 것이어야 한다고 전제한다. 한편 유형 물리주의(Type physicalism)나 환원적 물질주의(reductive materialism)와도 같이 언급되기도 하나 이들과의 이론적 관계 역시 명확하지 않다.

## 심리학
일원론(monism)인 동일론(Identity Theory)입장의 물리주의는 마음(정신)은 곧 두뇌(신체)의 상태라는 서로 불가분의 관계에 주목하면서 심신문제(mind–body problem)에 대해  정신과 육체가 둘이 아니라 본질적으로 하나라는 이론으로 심신일원론(心身一元論)인 동일론의 입장에서 정신의 이면인 그러한 신체를 다룬다는 점에서 윤리적인 면이나 인격적인 측면, 친환경적이고 자연과학적인 설명에서 다수의 심리학자나 과학자들이 지지하는 관점으로 받아들여지고있다.

## 같이 보기
- 유심론
- 이기론